# Карл Гюнтер (Шварцбург-Рудолщат)
Карл Гюнтер фон Шварцбург-Рудолщат (на немски: Karl Günther Graf von Schwarzburg-Rudolstadt; * 6 ноември 1576; † 24 септември 1630 в Кранихфелд) е граф на Шварцбург-Рудолщат (1605–1630), граф фон Хонщайн, господар фон Рудолщатт, Лойтенберг, Бланкенбург, Зондерсхаузен и Арнщат и е от фамилията Шварцбург.
Той е най-възрастният син на граф Албрехт VII фон Шварцбург-Рудолщат (1537–1605) и първата му съпруга графиня Юлиана фон Насау-Диленбург (1546–1588), дъщеря на Вилхелм Богатия, граф на Насау-Диленбург. Той е внук по бащина линия на граф Гюнтер XL фон Шварцбург.
Карл Гюнтер започва да следва през 1593 г. на 17 години в университета в Йена до 1596 г. и през летния семестър 1597 г. се мести в университета в Лайпциг. През 1598 г. той отива в Академията на Страсбург, където остава вероятно до 1600 г.
През 1605 г. той последва баща си като граф. През 1612 г. той и братята му Лудвиг Гюнтер (1581–1646) и Албрехт Гюнтер (1582–1634) си поделят графството. Карл Гюнтер получава частта Рудолщат. От 1609 до 1611 г. той построява едно училище в Рудолщат.
Карл Гюнтер се жени на 13 юни 1613 г. в Рудолщат за принцеса Анна София фон Анхалт (15 юни 1584 - 9 юни 1652), дещеря на княз Йоахим Ернст фон Анхалт и втората му съпруга Елеонора фон Вюртемберг. Тя е сестра на княз Лудвиг I фон Анхалт-Кьотен.
През 1619 г., вероятно на 5 септември, княз Лудвиг I фон Анхалт-Кьотен приема Карл Гюнтер в литературното общество Fruchtbringende Gesellschaft.
Карл Гюнтер умира бездетен на 24 септември 1630 г. на 54 години. Негов наследник е брат му Лудвиг Гюнтер.